# عمر شبانة
عمر عبد العزيز جبر شبانة (20 مايو 1958) شاعر وصحفي أردني. ولد في مدينة عمّان. تخرّج بالجامعة الأردنية في اللغة العربية وآدابها، 1981. يعمل في الصحافة الثقافية لصحف ومجلات عربية منذ 1983 ناقدًا أدبيًّا وفنيًا، ومتابعًا للقضايا الثقافية في الوطن العربي وهو عضو رابطة الكتاب الأردنيين. له دواوين شعرية مطبوعة وكَتَب موسوعةً في الكاريكاتير العربي سمّاها كوابيس وكواليس: البصر الملهوف في الحال العربي المعروف.

## سيرته
ولد عمر عبد العزيز جبر شبانة يوم 20 مايو 1958/ 2 ذي القعدة 1377 في عمّان ونشأ بها. حصل على شهادة البكالوريوس في اللغة العربية وآدابها من الجامعة الأردنية سنة 1981. عمل في التدريس لمدة 4 شهور في سنة 1983، ثم انتقل إلى الصحافة، محرراً في صحيفة صوت الشعب الأردنية ومراسلاً لصحيفة اليوم السعودية من 1984 حتى 1986، ثم مراسلاً للصفحة الثقافية في صحيفة الحياة اللندنية منذ سنة 1988. كما عمل في صحيفة الخليج الإماراتية من 2003 حتى 2006، ثم في صحيفة الاتحاد الإماراتية منذ 2007.

هو عضو في رابطة الكتاب الأردنيين. صرّح في يونيو 2016 بأنه تأثر بالشاعر محمود درويش. 

## مؤلفاته
من مجموعاته الشعرية:
- احتفال الشبابيك بالعاصفة، 1983
- غبار الشخص، 1997
- الطفل إذ يمضي، 2007
- رأس الشاعر، 2013
- سيرة لأبناء الورد، 2017
- تحولات طائر الفينيق.، 2018
- حديقة بجناحين، قصيدتان، 2019

من كتبه :
- كوابيس وكواليس: البصر الملهوف في الحال العربي المعروف، موسوعة الكاريكاتير العربي، 1999

## وصلات خارجية
- في موقع العربي الجديد